# Jadwiga Mozołowska (lekarz)
Jadwiga Mozołowska, z domu Jaroszewicz (ur. 13 lipca 1893 w Demówce, zm. 26 stycznia 1986) – polska lekarz dermatolog, doktor wszech nauk lekarskich, działaczka niepodległościowa, propagatorka zdrowia i higieny.

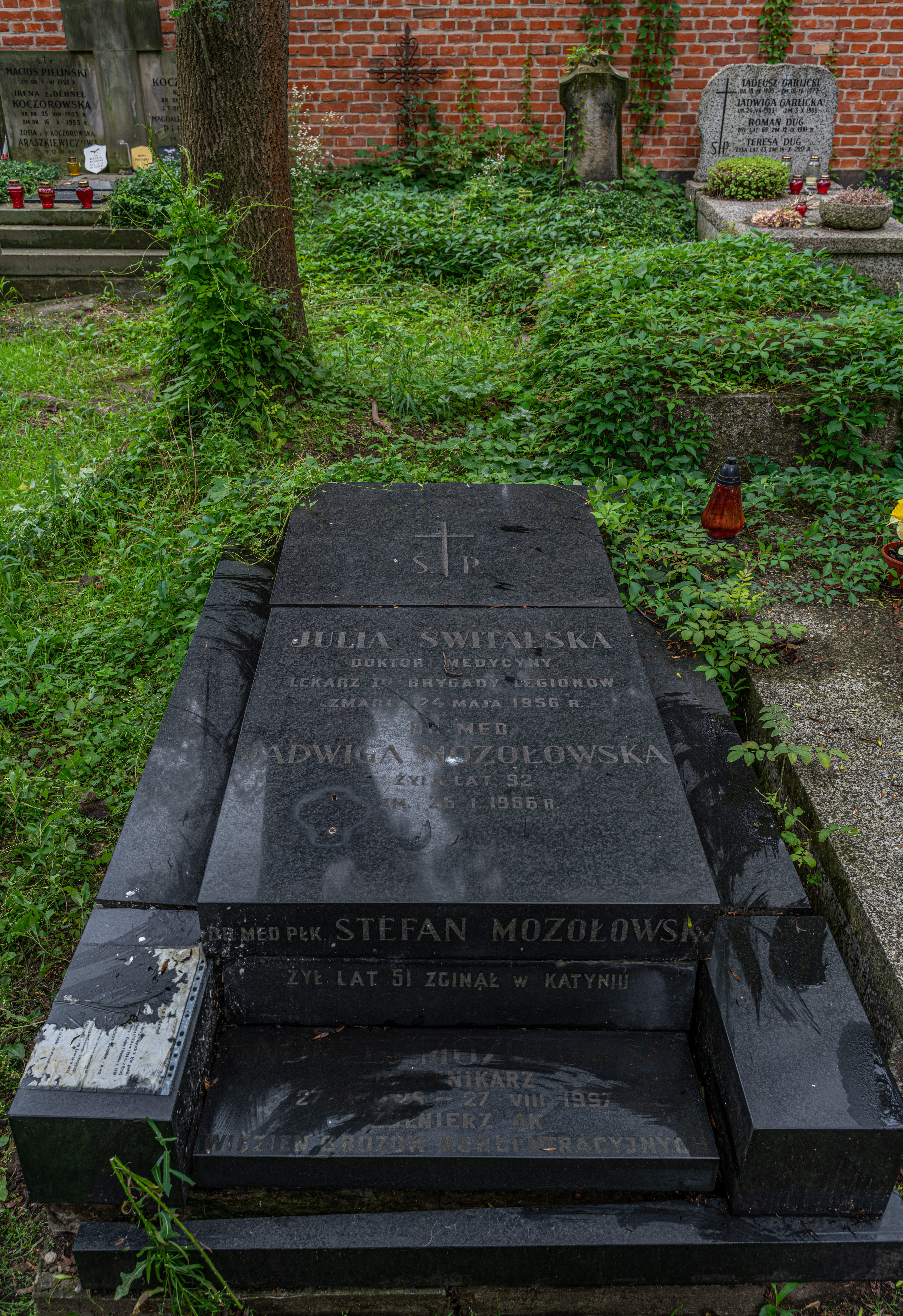
Grobowiec Julii Świtalskiej i rodziny Mozołowskich

## Życiorys
Urodziła się 13 lipca 1893 w Demówce. Była córką Józefa i Julii z domu Lewińskiej. Miała brata Kazimierza (1882-1956) i siostrę Julię (1888 lub 1889-1956).
Uczyła się w Prywatnym Gimnazjum Żeńskim im. Zofii Strzałkowskiej we Lwowie, gdzie będąc w klasie VI w marcu 1909 otrzymała stypendium z fundacji Boznańskiego. W tej szkole w 1911 zdała z odznaczeniem egzamin dojrzałości. Studiowała medycynę na Wydziale Medycznym Uniwersytetu Lwowskiego, gdzie będąc na III roku w pierwszym kwartale 1914 otrzymała stypendium z fundacji Mokrzyckich. Tam pod koniec 1911 został wybrana członkinią wydziału Biblioteki Słuchaczów Medycyny. Na lwowskiej uczelni w 1920 uzyskała dyplom lekarza specjalisty chorób skórnych i wenerycznych i stopień doktora wszech nauk lekarskich.
Po odzyskaniu przez Polskę niepodległości w latach 20. prowadziła gabinet w zakresie chorób, skornych, wenerycznych i kosmetyki lekarskiej, zlokalizowany pod adresem Alei Ujazdowskich 3 naprzeciw Ogrodu Botanicznego. Według stanu z 1925 pracowała w Szkole Podchorążych w Warszawie. Prowadziła ambulatorium Kasy Chorych przy Szpitalu Ujazdowskim. Działała w Stowarzyszeniu „Rodzina Wojskowa”, przy którym w 1925 miała odczyt pt. Choroby zakaźne u dzieci. Jej prace o tematyce medycznej wydawano w formie książkowej oraz jako artykuły na łamach prasy; w piśmie „Bluszcz” (np. o naturalnym i sztucznym karmieniu niemowląt, o brodawkach), „Kultura Ciała” (wydawanego pod redakcją jej siostry Julii; np. o hartowaniu, o nadmiernym owłosieniu) oraz np. w czasopismach „Dziecko i Matka” w 1926 na temat odmrożeń, a w „Przeglądzie Wieczornym” w 1929 i 1930 o następstwach grypy, o przesądach i zabobonach leczniczych w Rosji, o higienie mieszkań, o żylakach oraz badaniach przedślubnych, o słońcu jako źródle zdrowia. Publikowała też w „Wieku Szkolnym” (o odmrożeniach).
Zarządzeniem prezydenta RP Ignacego Mościckiego z 23 grudnia 1933 została odznaczona Medalem Niepodległości za pracę w dziele odzyskania niepodległości. W latach 30. działała w Związku Byłych Uczennic szkoły (w 1934 w Warszawie ustanowiono ulicę Zofii Strzałkowskiej). Wobec zagrożenia wybuchem konfliktu zbrojnego w październiku 1938 była jednym z siedmiu lekarzy, którzy zgłosili się bezinteresownie do pracy przy rejestracji chętnych do oddania krwi w Pierwszej Placówce (Punkcie) Rejestracyjnej Centralnego Instytutu Przetaczania Krwi Polskiego Czerwonego Krzyża (prócz niej m.in. jej siostra Julia, inicjatorka tego pomysłu).
Była zamężna ze Stefanem Mozołowskim (1892-1940), lekarzem neurologiem, w latach 20. także zatrudnionym w Szkole Podchorążych, pułkownikiem Wojska Polskiego, ofiarą zbrodni katyńskiej. Mieli córkę Annę Zaniewską (ur. 1925) i syna Andrzeja (1925-1997), żołnierza, dziennikarza i pisarz. Do 1939 mieszkali w kamienicy przy Alei Szucha 16.
Po wybuchu II wojny światowej jej mąż Stefan został aresztowany przez sowietów i w 1940 zamordowany w Charkowie w ramach zbrodni katyńskiej. Nie mając wiedzy o jego losie w 1940 usiłowała dowiedzieć się czegokolwiek od za sprawą niemieckiego lekarza prof. Ottona Vogta z Uniwersytetu Berlińskiego, a potem też ambasadora w Rzymie prof. Stanisława Kota. W trakcie okupacji niemieckiej zamieszkiwała w Warszawie z rodziną przy ul. Wilczej 2 (róg ulicy z Alejami Ujazdowskimi). W tym domu odbywały się tajne wykłady. W trakcie obławy tamże został aresztowany przez Niemców jej syn Andrzej, a po tym jak zainterweniowała u władz okupacyjnych, powołując się na przedwojenną działalność swojego męża z niemieckimi profesorami, wyrok śmierci dla syna został zamieniony na dożywotni obóz koncentracyjny. W czasie powstania warszawskiego w 1944 pełniła funkcję inspektora sanitarnego dzielnicy Praga Południe. Formalnie była przydzielona do sanitariatu w ramach „Podobwodu Śródmieście Południowe” (pod dowództwem ppłk. Jana Szczurka-Cergowskiego) I Obwodu „Radwan” (Śródmieście) Armii Krajowej. Po upadku walk opuściła stolicę wraz z ludnością cywilną.
Po wojnie pracowała jako lekarz w Przychodni Specjalistycznej Ubezpieczalni Społecznej na Mokotowie przy ul. Puławskiej 12a. Była autorką artykułu pt. W rocznicę tragedii getta, opublikowanego w „Kurierze Polskim” nr 88/1975. Zmarła 26 stycznia 1986. Została pochowana na Cmentarzu Stare Powązki w Warszawie w grobowcu rodzinnym. Wcześniej spoczęła tam jej siostra Julia, a później syn Andrzej, a ponadto inskrypcją symboliczną upamiętniono jej męża Stefana.

## Publikacje
- Pielęgnowanie nóg (1929)[38][39]
- Pielęgnowanie twarzy (1930)[40]